# Elizabeth Needham
Elizabeth Needham, conosciuta anche come Madre Needham (XVII secolo – 3 maggio 1731),, fu una protettrice e proprietaria di una casa di tolleranza nella Londra del XVIII secolo, identificata nella maîtresse che accoglie M. Hackabout nella prima incisione della serie prodotta da William Hogarth La carriera di una prostituta.

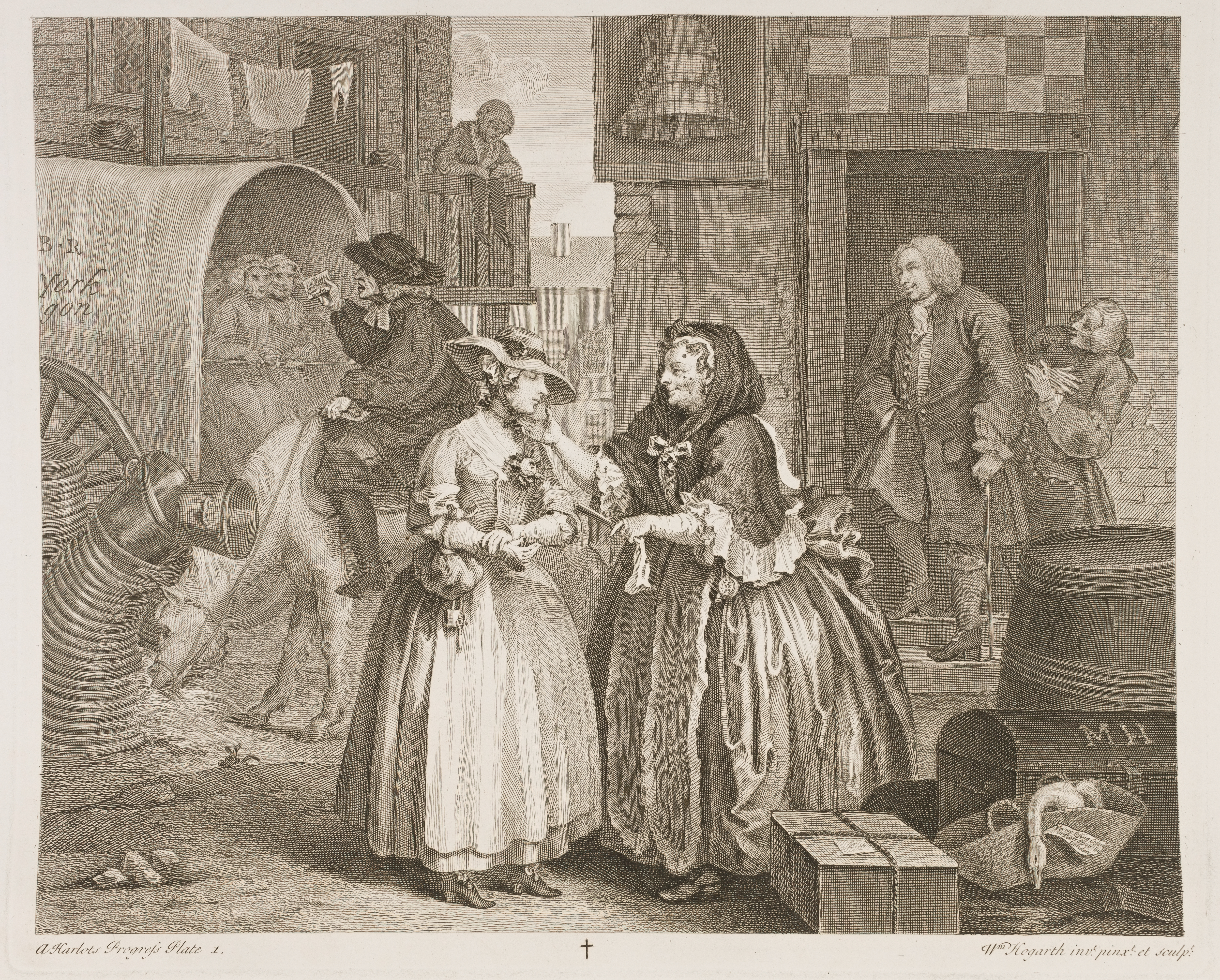
Elizabeth Needham (in primo piano a destra) raffigurata da William Hogarth ne La carriera di una prostituta

Benché Needham fosse una donna famigerata della sua epoca, molto poche sono le informazioni rimaste su di lei, e nessun ritratto autentico e veritiero è sopravvissuto. La casa in cui risiedette era la più esclusiva di Londra e i suoi clienti appartenevano ai livelli più alti della società, ma alla fine entrò in conflitto con i riformatori moralisti del tempo e morì in seguito al trattamento subito dopo la sentenza di condanna alla gogna.

## Personaggio
Nulla si sa dei primi anni di vita di Elizabeth Needham ma, arrivata alla mezza età, era famosa in tutta la città per essere la proprietaria di una casa chiusa in Park Place, nel quartiere St. James. Si dice che fosse rimasta una donna attraente nonostante l'età; Hogarth la descrive come "un'anziana protettrice piacente [...] ben vestita di seta", ma menziona anche "le macchie sul viso" e infatti la raffigurò col volto segnato dalle lesioni causate dalla sifilide. Utilizzava diversi pseudonimi: Bird, Howard, Blewitt e Trent sono alcuni di quelli attribuiti a lei, sebbene Madre Bird è il soprannome utilizzato anche da un'altra protettrice finita nella prigione di Newgate con Needham nel 1724. Elizabeth era nota per la spietatezza con cui trattava le donne che lavoravano per lei. Queste erano costrette ad affittare i vestiti dalla padrona e, se non erano in grado di pagare l'esorbitante cifra del nolo, le forzava a procurarsi più clienti o le faceva rinchiudere nella prigione per debitori finché non erano in grado di soddisfare la sua richiesta di denaro (uno schema di cui è vittima anche la protagonista del romanzo Fanny Hill. Memorie di una donna di piacere, scritto da John Cleland nel 1748). Quando le prostitute diventavano troppo vecchie o malate per attirare clienti, le cacciava via senza remore.
Needham trovava le ragazze da far prostituire attraverso varie fonti, incluse le case chiuse gestite da altri protettori: per esempio a Bails (situato a Covent Garden) dove le senzatetto andavano a dormire; al Tom's King Coffee House; alle vendite d'asta; ma per lo più pare che mirasse alle nuove arrivate in città, proprio come raffigurato da William Hogarth. Lo scrittore Richard Steele la incontrò mentre puntava a una ragazza appena giunta in città, quando egli andò a ritirare degli oggetti speditigli dalla campagna tramite un carro a cavalli. La descrisse come "geniale", e pare che inizialmente si ponesse in modo amichevole e affascinante con le sue potenziali dipendenti, rivelando il suo carattere maligno solo dopo averle portate a casa sua. Alexander Pope ne La zucconeide (The Dunciad) avverte di non "...infiorare le vostre parole come fa Madre Needham". Pope la menziona un'altra volta alla fine del romanzo, con riferimento al suo linguaggio sboccato. E ancora la cita, insieme ad altre note tenutarie di bordelli dell'epoca, negli ultimi versi della poesia A una giovane donna, che lascia la città dopo l'Incoronazione (questi versi finali furono soppressi nelle edizioni del poema dal 1769 al 1954, e a volte si ritrovano come poesia a sé, intitolata Lettera a una donna): "For Want of you, we spend our random Wit on / The first we find with Needham, Brooks, or Briton".
Henry Fielding cita Elizabeth Needham nel testo teatrale Pasquin (1736), e usa la rappresentazione della donna fatta da Hogarth come modello per Madre Punchbowl nell'opera The Covent-Garden Tragedy (1732). La scrittrice Mary Davys, invece, nel romanzo The Accomplished Rake (1727) chiama la maîtresse, che va alla ricerca di giovane fanciulle appena giunte dalla campagna, "Madre N-d-m".

## Clienti
Due dei clienti più importanti della Neeham erano il colonnello Francis Charteris e suo cugino Philip, duca di Wharton, entrambi raffigurati nella prima incisione della serie La carriera di una prostituta, alle spalle della Needham. Ronald Paulson lascia intendere che la modella che ha posato per il personaggio di M. Hackabout in quella incisione fosse Ann Bond, adescata dalla signora Needham e stuprata dal colonnello Charteris. Quest'ultimo, noto col soprannome di "Rape-Master General" (tradotto letteralmente, "Generale specialista dello stupro"), fu accusato e condannato a morte proprio per lo stupro della signorina Bond, sebbene alla fine venne graziato. Durante il processo, inoltre, non venne mai pronunciato il nome di Elizabeth Needham.

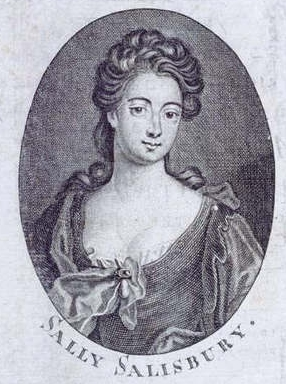
Il legame con la celebre prostituta Sally Salisbury non fece altro che accrescere la reputazione della casa di tolleranza della Needham,

Pare che Elizabeth Needham abbia presentato il colonnello Charteris a Sally Salisbury intorno al 1708. Questa era la più importante prostituta dell'epoca e Charteris la prese come amante per qualche tempo agli inizi della sua carriera. Quando, nel 1719, morì la sua maîtresse, la Salisbury venne accolta sotto l'ala protettrice di Needham, alla quale fece ottenere la sua altolocata clientela. La fama di Sally Salisbury continuò a crescere insieme a quella di casa Needham e, insieme a una collega, fu coinvolta nel furto ai danni del Conte di Cardigan: le due ragazze accompagnarono il conte a Newmarket, dove si ubriacò, e dopo averlo messo a letto nella locanda in cui alloggiava, gli rubarono i vestiti e i gioielli e fecero ritorno a Londra. Il conte prese l'intera faccenda come uno scherzo.
Per farsi un'idea della reputazione di cui godeva la casa di Needham basta leggere un estratto da Joe Miller's Jests: in uno di questi racconti scherzosi, si narra di come Needham avesse chiesto al padrone di casa di aspettare che il Parlamento e la Convocations of Canterbury and York si riunissero in seduta per avere il pagamento dell'affitto, perché quel giorno si sarebbe potuta permettere di pagarglielo dieci volte tanto. Un'altra testimonianza è data dal prematuro necrologio apparso sul London Journal, in cui venne descritto un testamento in cui la Needham distribuisce regali appropriati a ogni suo cliente: "una stampa di Sodoma e Gomorra a D―n; un'oncia di Mercurio a Beau C―e, di St. Martin Lane; la sua tenuta a Philip, duca di Wharton; la sua collezione di libri a Ned C―; e uno scontrino per una cura per la gonorrea al piccolo Quibus". All'epoca, le persone citate non sarebbero state tolte dall'imbarazzo con la parziale censura del nome; ma, al giorno d'oggi, riuscire a identificarle con certezza è quasi impossibile.
Se Needham riuscì più volte a evitare l'arresto, forse fu proprio merito delle sue conoscenze importanti. Infatti, nonostante fosse risaputo che nel 1723 Sally Salisbury fu accoltellata da John Finch (figlio della duchessa di Winchelsea) nella casa di Needham (in verità, in seguito si scoprì che il delitto avvenne all'interno della Three Tuns Tavern a Covent Garden), la prima volta in cui le forze dell'ordine irruppero in quella casa fu nel 1724: gli agenti trovarono "due donne a letto con due uomini eminenti". Gli uomini vennero sottoposti a vincolo di buona condotta, mentre le donne furono rinchiuse nella prigione di Tothill Fields Bridewell e condannate ai lavori forzati. Non è registrata alcuna pena scontata da Elizabeth Needham in questa occasione, ma sembra si trovasse ancora in carcere nel settembre 1724, quando casa sua fu distrutta da un incendio in cui morì un ufficiale francese, chiamato Captain Barbute. Nel 1728 molte delle sue ragazze furono arrestate, ma la Needham ancora una volta rimase libera.

## Arresto, condanna e morte
Alla fine del 1730, Sir John Gonson, giudice di pace e fervente sostenitore della Society for the Reformation of Manners (ossia Società per la Correzione della Condotta Morale), incoraggiato dallo scalpore provocato dal caso di stupro Charteris, iniziò a condurre blitz nelle case di tolleranza di tutta Londra. Entro i primi mesi del 1731 arrivò a St. James, dove alcuni residenti a Park Place riferirono di una "tristemente nota casa chiusa, presente nel loro quartiere". Casa Needham era sicuramente conosciuta da tutti, avendo da anni tra i suoi clienti personaggi di spicco della società; ma stavolta Elizabeth Needham non riuscì a sfuggire a Gonson, che l'arrestò, e Justice Railton la fece imprigionare a Gatehouse Prison.
Il 29 aprile 1731, Elizabeth Needham fu dichiarata colpevole di aver gestito una casa chiusa, le fu inflitto il pagamento di una multa da uno scellino, venne condannata a patire due volte la gogna e obbligata a "trovare un garante per la sua buona condotta per i successivi 3 anni". Il 30 aprile venne messa alla gogna per la prima volta vicino a Park Place. Forse grazie alle sue conoscenze, le fu concesso di stare a testa bassa e di avere un certo numero di guardie pagate per proteggerla. Nonostante ciò, subì torture tali da lasciar pensare che non sarebbe sopravvissuta al completamento della sua punizione. La folla che si riunì per vederla messa alla berlina fu così numerosa che un ragazzo, nel tentativo di ottenere una visuale migliore, cadde su una ringhiera di ferro e morì.
Needham sopravvisse al supplizio, ma morì il 3 maggio 1731, il giorno prima di essere sottoposta nuovamente alla gogna (stavolta a New Palace Yard). Con le sue ultime parole espresse una gran paura di tornare alla berlina dopo le torture subite la prima volta. Il Grub Street Journal, rivista satirica associata ad Alexander Pope e ad altri amici di William Hogarth, riportò sardonicamente che gli abitanti "si sono comportati in modo davvero ingrato, considerando quanto la donna ha fatto per soddisfarli". La sua scomparsa venne celebrata da alcuni versi derisori:
"Voi Donne di Drury (Lane), ora piangete
Le vostre voci in gemiti si innalzano ora
Per la Vecchia Madre Needham è tutto ben preparato
E l'amarezza riempirà i vostri Giorni.
Lei, che vi vestiva di Seta così elegantemente
Che vi allenava per il Gioco
Che vi pagava la Cauzione, e all'occasione vi avrebbe trovato /
e tenuto lontano dalla Prigione e Vergogna
Ora è morta e giace nella sua Tomba"
(L'ottavo verso, qui tradotto con "tenuto lontano dalla Prigione", nella versione originale recita "keep you from Dolly": il termine dolly apparteneva allo slang dell'epoca e indicava la canapa; to mill dolly significava battere la canapa, come lavoro forzato in prigione, perciò essere salvati da Dolly significava evitare il carcere.)
William Hogarth stava ancora lavorando all'opera La carriera di una prostituta quando Elizabeth Needham morì, così che non seppe mai di essere stata resa immortale. Altre maîtresses erano subito pronte a prendere il suo posto ma fino al 1741, quando Madre Douglas s'impossessò di King's Head a Covent Garden, non si vide un'altra casa di tolleranza con la stessa reputazione di quella che aveva avuto casa Needham.